# Filippo Manfredi
Giovanni Filippo Tommaso Manfredi (Filippino genannt, * 8. März 1731 in Lucca; † 12. Juli 1777 ebenda) war ein italienischer Violinist und Komponist der Vorklassik.

## Leben
Filippo Manfredi stammte aus einer Musikerfamilie. Mehrere Familienmitglieder waren in der Cappella di palazzo della Repubblica di Lucca, einem renommierten Orchester in Lucca aktiv. Manfredis erste Lehrer waren Frediano Matteo Lucchesi (1710–1779) und der Tartini-Schüler Domenico Ferrari. In den Jahren 1745 und 1746 wurde er in Genua von Pietro Nardini unterwiesen. Ab 1758 war Manfredi erster Violinist in der Capella Palatina aus Lucca, außerdem gab er als Solist zahlreiche Konzerte in verschiedenen Städten Norditaliens. Nach einem gemeinsamen Auftritt mit Nardini, Giuseppe Cambini und dem Cellisten Luigi Boccherini in Mailand bildete Manfredi 1762 mit Boccherini ein Duo. Beide Musiker konzertierten in der Gesellschaft der Musikfreunde in Wien, reisten nach Frankreich und traten in Paris bei den Concerts spirituels auf. Danach hatten sie durch Vermittlung des spanischen Botschafters in Paris eine Anstellung im Privatorchester des Infanten von Spanien Don Luis de Borbón. Ab 1772 war Manfredi wieder in der Capella Palatina seiner Heimatstadt tätig, wo er bis zu seinem frühen Tod blieb.
Manfredis Werke sind im empfindsamen Stil gehalten und in vorklassischer Sonatenformen angelegt. Die hochentwickelte Violintechnik zeigt mit Sul ponticello- und Flautandoeffekten, Nähe zum Spiel Nardinis und Niccolò Paganinis.

## Werke (Auswahl)
- 6 Sonaten für Violine und Bass op. 1, (Paris, 1769)
- 11 Sonaten für Violine und Bass (Sonate lucchesi)
- Duetto notturno für 2 Violinen (auch Boccherini zugeschrieben)
- Piccolo trio für Violine, Viola und Violoncello
- Sonate in Es-Dur für Violine und Bass